# Bauer's Zigeunernacht
Bauer's Zigeunernacht is een televisieprogramma dat werd uitgezonden door de TROS. Het programma was tussen  16 augustus en 4 oktober 2012 te zien op Nederland 1.

## Inhoud
Zanger Frans Bauer is geboren en getogen in een woonwagen. In het programma Bauer’s Zigeunernacht haalt hij samen met verschillende bekende Nederlanders in Hongarije herinneringen op aan zijn verleden. Zijn broer Dorus en drie zigeunermuzikanten zijn daarbij ook aanwezig.
In de eerste aflevering is de voorbereiding te zien op de lange reis van 1400 kilometer naar Hongarije. Frans en Dorus gaan niet met het vliegtuig, maar rijden met een oude Mercedes. De Mercedes wordt ingezegend door de pastoor van de basiliek in Oudenbosch en moeder Bauer geeft haar zonen een beeldje van de beschermheilige van de reizigers Sint Christoffel mee. Wanneer de broers aankomen in het zigeunerkamp, krijgen ze een oude woonwagen en maken ze kennis met de bewoners. Het is meteen een groot feest als Frans Bauer zijn zangkunsten laat horen.
De eerste aflevering trok 1,2 miljoen kijkers.

### Bekende Nederlanders
De bekende Nederlanders die mee zijn geweest zijn:
- Irene Moors, presentatrice
- Emile Roemer, politicus
- Pia Douwes, musicalactrice en-zangeres
- Albert Verlinde, theaterproducent en gossipjournalist
- Erik van der Hoff, presentator/tv-maker
- Ali B, rapper
- Ellen ten Damme, actrice en zangeres

## Vervolg
Vanwege het succes van het programma kwam er een vervolg onder de titel Vive la Frans.